# Центральний (Індустріальний парк)
Індустріальний парк «Центральний» — район у місті Кременчук на території Північного промислового вузла.

## Історія
26 червня 2013 року XXXIII сесією Кременчуцької міської ради VI скликання було прийнято рішення Про створення Індустріального парку «Центральний» в м. Кременчук. Це рішення було прийнято згідно Рішення Кременчуцької міської ради Про затвердження Концепції індустріального парку «ЦЕНТРАЛЬНИЙ» в м. Кременчук від 25.12.2012 року [1], з метою забезпечення економічного розвитку та підвищення конкурентоспроможності території, активізації інвестиційної діяльності, створення нових робочих місць, розвитку сучасної виробничої та ринкової інфраструктури міста Кременчук та відповідно ст.ст. 5, 14 Закону України «Про індустріальні парки». [Архівовано 4 жовтня 2013 у Wayback Machine.]
Рішення Про створення Індустріального парку «ЦЕНТРАЛЬНИЙ» в м. Кременчук передбачає:
1. Створити Індустріальний парк «ЦЕНТРАЛЬНИЙ» на строк 50 років у м. Кременчук (Північний промисловий район м. Кременчук, площа 168,55 га).
2. Доручити управлінню економіки виконавчого комітету Кременчуцької міської ради Полтавської області спільно з комунальним підприємством "Кременчуцький центр міжнародних зв'язків та економічного розвитку міста «Кременчук Інвест» протягом трьох календарних днів подати до уповноваженого державного органу копію рішення про створення індустріального парку «ЦЕНТРАЛЬНИЙ» в м. Кременчук та концепцію індустріального парку «ЦЕНТРАЛЬНИЙ» в м. Кременчук з метою включення його до Реєстру індустріальних парків та отримання державної підтримки, передбаченої розділом VIII Закону України «Про індустріальні парки».
3. Контроль за виконанням цього рішення покласти на першого заступника міського голови Погрібного А. М., постійну депутатську комісію з питань промисловості, будівництва, транспорту та зв'язку (голова комісії Балим О. І.).

## Мета створення індустріального парку
Індустріальний парк «ЦЕНТРАЛЬНИЙ» в м. Кременчук створюється з метою:
- залучення інвестицій;
- запровадження сучасних технологій виробництва промислової продукції (машинобудування, автомобілебудування, енергетики, розвиток ІТ технологій, електроніки);
- застосування світового досвіду організації промислового виробництва;
- створення центру виробничої культури, інженерної думки, еталону якості виробляємої продукції, лідера промислового виробництва в регіоні.

Індустріальний парк «ЦЕНТРАЛЬНИЙ» планується створити шляхом формування єдиної облаштованої території для розміщення нових об'єктів у сфері промислового виробництва, інновацій, логістики, супутнього сервісу, направлених на забезпечення економічного розвитку міста, підвищення його конкурентоздатності, активізації інвестиційної та інноваційної діяльності, покращення соціальних стандартів для мешканців міста.

## Завдання створення
Індустріальний парк створюється на засадах державно-приватного партнерства (ДПП) з метою сприяння вирішенню наступних завдань:
1. Підвищення іміджу м. Кременчук та його промоції як в країні, так і за її межами.
2. Покращення інвестиційного клімату як в місті, так і в регіоні.
3. Зміцнення довіри інвесторів до держави Україна.
4. Підвищення рівня ділової активності бізнес-середовища в місті.
5. Підтримка розвитку малого та середнього бізнесу міста.
6. Впровадження новітніх інноваційних рішень у виробництві продукції (машинобудування, автомобілебудування, енергетики, розвиток ІТ технологій, електроніки).
7. Створення сприятливих умов для розвитку малого та середнього бізнесу.
8. Впровадження енергозберігаючих технологій.
9. Зростання об'ємів зовнішньоекономічної діяльності.
10. Підвищення соціальних стандартів для населення міста шляхом:

- збільшення надходжень до бюджетів усіх рівнів;
- створення нових робочих місць; зменшення рівня безробіття;
- сплати орендної плати за користування земельною ділянкою, в межах якої буде розміщено індустріальний парк;
- створення екологічно чистих промислових підприємств;
- збільшення середнього рівня заробітної плати в місті;
- активізації міжгалузевої кооперації;
- підвищення професійного рівня працівників;
- гальмування освітньої та трудової міграції населення;
- покращення демографічної ситуації у місті шляхом стимулювання трудової міграції у місто;
- активізації виробничої діяльності постачальників енергоносіїв та інших постачальників послуг, які забезпечують функціонування індустріального парку.

## Схема розподілу території
Площа індустріального парку складає 168,55 га.
- Сектор 1 — «Hi-Tech» (машинобудування).

На території сектору № 1 передбачається розміщення підприємств приладобудування, машинобудування та інших сфер виробництва, створюваних на основі впровадження нових технологічних розробок.
Орієнтовний розмір очікуваних інвестицій — 170 млн дол. США.
Орієнтовна кількість створених нових робочих місць — 1250 чол.
Площа земельної ділянки відведена для розміщення підприєств — 50,05 га.
- Сектор 2 — «Logistics» (логістика).

На території сектору № 2 передбачається будівництво складських, фасувальних, автотранспортних підприємств та митних складів.
Орієнтовний розмір очікуваних інвестицій — 80 млн дол. США.
Орієнтовна кількість створених нових робочих місць — 510 чол.
Площа виділена для створення сектору № 2 — 19,76 га.
- Сектор 3 — «TechnoPolis» (ІТ технології та електроніка).

Сектор№ 3 являє собою майданчик для розвитку передових інформаційних, телекомунікаційних технологій та нанотехнологій, виробництва електроніки.
Орієнтовний розмір очікуваних інвестицій — 100 млн дол. США.
Орієнтовна кількість створених нових робочих місць — 680 чол.
Площа зарезервована для сектору № 3 — 27,35 га.
- Сектор 4 — «EcoLife» (резервний сектор).

Площа виділена для сектору № 4 — 26,78 га.
- Сектор 5 — «Energetics» (альтернативна енергетика та машинобудування).

На території сектору № 5 передбачається розміщення підприємств, що працюють в сфері енергоефективних та енергозберігаючих технологій, виготовляють відповідні прилади та обладнання, виробників сільськогосподарської техніки.
Орієнтовний розмір очікуваних інвестицій — 150 млн дол. США.
Орієнтовна кількість створених нових робочих місць — 1115 чол.
Для розміщення сектору № 5 виділено — 44,61 га.
- Бізнес-сіті.

Для забезпечення учасників індустріального парку, їх клієнтів та сервісних організацій офісними приміщеннями, конференц-залами і т.і., на території індустріального парку передбачається створення бізнес-сіті.
Бізнес-сіті включатиме офісні приміщення вільного планування, конференс-зали, прес-центр, кімнати для переговорів, data-центр, відділення банківського обслуговування, відділення зв'язку, заклад громадського харчування, поліграфічний центр, готель, вулична та підземна автостоянки.
Загальна площа території, відведеної для бізнес-сіті, становить 20,12 га.

## Місце розташування індустріального парку
Кременчуцька міська рада, як ініціатор створення індустріального парку «ЦЕНТРАЛЬНИЙ» для його розміщення виділила земельну ділянку загальною площею 168,55 га, кадастровий номер 5310436100:01:003:0003, у Північному промисловому вузлі міста Кременчук.

## Очікувані результати функціонування індустріального парку
- Збільшення надходження грошових коштів до бюджетів всіх рівнів.
- Створення нових робочих місць для мешканців міста та Кременчуцького району. (всього 4225 осіб)
- Підвищення рівня ділової активності бізнес-середовища в м. Кременчук.
- Підтримка розвитку малого та середнього бізнесу міста.
- Підвищення іміджу міста Кременчука, Полтавської області і України.
- Виконання державних Програм щодо залучення інвестицій, підтримки підприємництва, соціальних програм.
- Збільшення обсягу залучених у реальний сектор економіки міста інвестицій. (всього 500,0 млн. $ США)
- Залучення новітніх технологій виробництва товарів та послуг.
- Розвиток міжгалузевої кооперації між учасниками індустріального парку та підприємствами міста, а також представниками малого та середнього бізнесу.
- Підвищення соціальних стандартів життя мешканців м. Кременчук та регіону.
- Активізація роботи Північного промислового вузла м. Кременчук.